# Lista de navios lançados em novembro de 1942
A seguir está uma lista como os navios lançados ao mar no mês de novembro de 1942.
| Data           | Navio                | País           | Construtor                                           | Localização                          | Classe                  | Notas |
| -------------- | -------------------- | -------------- | ---------------------------------------------------- | ------------------------------------ | ----------------------- | ----- |
| 1 de novembro  | USS Edsall (DE-129)  | Estados Unidos | Consolidated Steel Corporation                       | Orange                               | Classe Edsall           |       |
| 3 de novembro  | USS LST-461          | Estados Unidos | Kaiser Shipbuilding Co.                              | (Vancouver, Washington, U.S.A.)      | LST                     |       |
| 4 de novembro  | USS LST-479          | Estados Unidos | Kaiser Cargo, Inc.                                   | (Richmond, California, U.S.A.)       | LST                     |       |
| 5 de novembro  | USS LST-319          | Estados Unidos | Philadelphia Navy Yard                               | (Philadelphia, Pennsylvania, U.S.A.) | LST                     |       |
| 5 de novembro  | USS LST-320          | Estados Unidos | Philadelphia Navy Yard                               | (Philadelphia, Pennsylvania, U.S.A.) | LST                     |       |
| 5 de novembro  | USS LST-321          | Estados Unidos | Philadelphia Navy Yard                               | (Philadelphia, Pennsylvania, U.S.A.) | LST                     |       |
| 5 de novembro  | USS LST-322          | Estados Unidos | Philadelphia Navy Yard                               | (Philadelphia, Pennsylvania, U.S.A.) | LST                     |       |
| 5 de novembro  | USS LST-323          | Estados Unidos | Philadelphia Navy Yard                               | (Philadelphia, Pennsylvania, U.S.A.) | LST                     |       |
| 5 de novembro  | USS LST-324          | Estados Unidos | Philadelphia Navy Yard                               | (Philadelphia, Pennsylvania, U.S.A.) | LST                     |       |
| 5 de novembro  | USS LST-407          | Estados Unidos | Bethlehem-Fairfield Shipyard Inc.                    | (Baltimore, Maryland, U.S.A.)        | LST                     |       |
| 6 de novembro  | USS LST-462          | Estados Unidos | Kaiser Shipbuilding Co.                              | (Vancouver, Washington, U.S.A.)      | LST                     |       |
| 7 de novembro  | USS LST-478          | Estados Unidos | Kaiser Cargo, Inc.                                   | (Richmond, California, U.S.A.)       | LST                     |       |
| 8 de novembro  | USS LST-61           | Estados Unidos | Jeffersonville Boat and Machine Co.                  | (Jeffersonville, Indiana, U.S.A.)    | LST                     |       |
| 8 de novembro  | USS LST-337          | Estados Unidos | Norfolk Navy Yard                                    | (Portsmouth, Virginia, U.S.A.)       | LST                     |       |
| 8 de novembro  | USS LST-338          | Estados Unidos | Norfolk Navy Yard                                    | (Portsmouth, Virginia, U.S.A.)       | LST                     |       |
| 8 de novembro  | USS LST-339          | Estados Unidos | Norfolk Navy Yard                                    | (Portsmouth, Virginia, U.S.A.)       | LST                     |       |
| 8 de novembro  | USS LST-340          | Estados Unidos | Norfolk Navy Yard                                    | (Portsmouth, Virginia, U.S.A.)       | LST                     |       |
| 8 de novembro  | USS LST-341          | Estados Unidos | Norfolk Navy Yard                                    | (Portsmouth, Virginia, U.S.A.)       | LST                     |       |
| 8 de novembro  | USS LST-342          | Estados Unidos | Norfolk Navy Yard                                    | (Portsmouth, Virginia, U.S.A.)       | LST                     |       |
| 9 de novembro  | HMS Crane (U23)      | Reino Unido    |                                                      |                                      | Black Swan (modificado) |       |
| 9 de novembro  | USS LST-307          | Estados Unidos | Boston Navy Yard                                     | (Boston, Massachusetts, U.S.A.)      | LST                     |       |
| 9 de novembro  | USS LST-308          | Estados Unidos | Boston Navy Yard                                     | (Boston, Massachusetts, U.S.A.)      | LST                     |       |
| 9 de novembro  | USS LST-411          | Estados Unidos | Bethlehem-Fairfield Shipyard Inc.                    | (Baltimore, Maryland, U.S.A.)        | LST                     |       |
| 9 de novembro  | USS LST-463          | Estados Unidos | Kaiser Shipbuilding Co.                              | (Vancouver, Washington, U.S.A.)      | LST                     |       |
| 9 de novembro  | USS LST-465          | Estados Unidos | Kaiser Shipbuilding Co.                              | (Vancouver, Washington, U.S.A.)      | LST                     |       |
| 10 de novembro | SS Empire Cato       | Reino Unido    | William Gray & Co Ltd                                | West Hartlepool                      | Navio cargueiro         |       |
| 10 de novembro | Empire Rupert        | Reino Unido    | Goole Shipbuilding & Repairing Co Ltd                | Goole                                | Rebocador               |       |
| 10 de novembro | USS LST-413          | Estados Unidos | Bethlehem-Fairfield Shipyard Inc.                    | (Baltimore, Maryland, U.S.A.)        | LST                     |       |
| 11 de novembro | USS Bolinas (CVE-36) | Estados Unidos | Seattle-Tacoma Shipyard                              | Seattle, WA                          | Bogue                   |       |
| 11 de novembro | SS Henry Bacon       | Estados Unidos | North Carolina Shipbuilding                          | Wilmington, North Carolina           | Classe Liberty          |       |
| 11 de novembro | USS Bastian (CVE-37) | Estados Unidos | Seattle-Tacoma Shipyard                              | Seattle, WA                          | Bogue                   |       |
| 11 de novembro | USS LST-365          | Estados Unidos | Bethlehem Shipbuilding Corp.                         | (Quincy, Massachusetts, U.S.A.)      | LST                     |       |
| 11 de novembro | USS LST-366          | Estados Unidos | Bethlehem Shipbuilding Corp.                         | (Quincy, Massachusetts, U.S.A.)      | LST                     |       |
| 11 de novembro | USS LST-393          | Estados Unidos | Newport News Shipbuilding and Dry Dock Co.           | (Newport News, Virginia, U.S.A.)     | LST                     |       |
| 11 de novembro | USS LST-394          | Estados Unidos | Newport News Shipbuilding and Dry Dock Co.           | (Newport News, Virginia, U.S.A.)     | LST                     |       |
| 12 de novembro | USS LST-464          | Estados Unidos | Kaiser Shipbuilding Co.                              | (Vancouver, Washington, U.S.A.)      | LST                     |       |
| 14 de novembro | USS LST-9            | Estados Unidos | Dravo Corp.                                          | (Pittsburgh, Pennsylvania, U.S.A.)   | LST                     |       |
| 15 de novembro | USS LST-409          | Estados Unidos | Bethlehem-Fairfield Shipyard Inc.                    | (Baltimore, Maryland, U.S.A.)        | LST                     |       |
| 15 de novembro | USS LST-410          | Estados Unidos | Bethlehem-Fairfield Shipyard Inc.                    | (Baltimore, Maryland, U.S.A.)        | LST                     |       |
| 16 de novembro | USS LST-158          | Estados Unidos | Missouri Valley Bridge and Iron Co.                  | (Evansville, Indiana, U.S.A.)        | LST                     |       |
| 16 de novembro | USS LST-355          | Estados Unidos | Charleston Navy Yard                                 | (Charleston, South Carolina, U.S.A.) | LST                     |       |
| 16 de novembro | USS LST-356          | Estados Unidos | Charleston Navy Yard                                 | (Charleston, South Carolina, U.S.A.) | LST                     |       |
| 16 de novembro | USS LST-412          | Estados Unidos | Bethlehem-Fairfield Shipyard Inc.                    | (Baltimore, Maryland, U.S.A.)        | LST                     |       |
| 16 de novembro | USS LST-475          | Estados Unidos | Kaiser Shipbuilding Co.                              | (Vancouver, Washington, U.S.A.)      | LST                     |       |
| 18 de novembro | USS LST-11           | Estados Unidos | Dravo Corp.                                          | (Pittsburgh, Pennsylvania, U.S.A.)   | LST                     |       |
| 18 de novembro | USS LST-466          | Estados Unidos | Kaiser Shipbuilding Co.                              | (Vancouver, Washington, U.S.A.)      | LST                     |       |
| 19 de novembro | SS Empire Claymore   | Reino Unido    | Sir W G Armstrong, Whitworth & Co (Shipbuilders) Ltd | Newcastle upon Tyne                  | Navio cargueiro         |       |
| 19 de novembro | SS Empire Cobbett    | Reino Unido    | Furness Shipbuilding Co Ltd                          | Haverton Hill-on-Tees                | Navio tanque            |       |
| 21 de novembro | SS Empire Carpenter  | Reino Unido    | C Connell & Co Ltd                                   | Scotstoun                            | Navio cargueiro         |       |
| 21 de novembro | USS LST-159          | Estados Unidos | Missouri Valley Bridge and Iron Co.                  | (Evansville, Indiana, U.S.A.)        | LST                     |       |
| 21 de novembro | USS LST-414          | Estados Unidos | Bethlehem-Fairfield Shipyard Inc.                    | (Baltimore, Maryland, U.S.A.)        | LST                     |       |
| 21 de novembro | USS LST-415          | Estados Unidos | Bethlehem-Fairfield Shipyard Inc.                    | (Baltimore, Maryland, U.S.A.)        | LST                     |       |
| 21 de novembro | USS LST-467          | Estados Unidos | Kaiser Shipbuilding Co.                              | (Vancouver, Washington, U.S.A.)      | LST                     |       |
| 21 de Novembro | U-737                | Alemanha       | F Schichau GmbH                                      | Danzigue                             | Tipo VIIC               |       |
| 22 de novembro | USS Escape (ARS-6)   | Estados Unidos | Basalt Rock Company                                  | Napa, California                     | navio de resgate        |       |
| 23 de novembro | Empire Oberon        | Reino Unido    | Henry Scarr Ltd                                      | Hessle                               | Rebocador               |       |
| 23 de novembro | USS LST-62           | Estados Unidos | Jeffersonville Boat and Machine Co.                  | (Jeffersonville, Indiana, U.S.A.)    | LST                     |       |
| 23 de novembro | USS LST-309          | Estados Unidos | Boston Navy Yard                                     | (Boston, Massachusetts, U.S.A.)      | LST                     |       |
| 23 de novembro | USS LST-310          | Estados Unidos | Boston Navy Yard                                     | (Boston, Massachusetts, U.S.A.)      | LST                     |       |
| 23 de novembro | USS LST-395          | Estados Unidos | Newport News Shipbuilding and Dry Dock Co.           | (Newport News, Virginia, U.S.A.)     | LST                     |       |
| 23 de novembro | USS LST-396          | Estados Unidos | Newport News Shipbuilding and Dry Dock Co.           | (Newport News, Virginia, U.S.A.)     | LST                     |       |
| 23 de novembro | USS LST-397          | Estados Unidos | Newport News Shipbuilding and Dry Dock Co.           | (Newport News, Virginia, U.S.A.)     | LST                     |       |
| 23 de novembro | USS LST-398          | Estados Unidos | Newport News Shipbuilding and Dry Dock Co.           | (Newport News, Virginia, U.S.A.)     | LST                     |       |
| 23 de novembro | USS LST-399          | Estados Unidos | Newport News Shipbuilding and Dry Dock Co.           | (Newport News, Virginia, U.S.A.)     | LST                     |       |
| 23 de novembro | USS LST-400          | Estados Unidos | Newport News Shipbuilding and Dry Dock Co.           | (Newport News, Virginia, U.S.A.)     | LST                     |       |
| 24 de novembro | MV Empire Benefit    | Reino Unido    | Harland & Wolff Ltd                                  | Belfast                              | Navio tanque            |       |
| 24 de novembro | USS LST-367          | Estados Unidos | Bethlehem Shipbuilding Corp.                         | (Quincy, Massachusetts, U.S.A.)      | LST                     |       |
| 24 de novembro | USS LST-368          | Estados Unidos | Bethlehem Shipbuilding Corp.                         | LST                                  |                         |       |
| 24 de novembro | USS LST-369          | Estados Unidos | Bethlehem Shipbuilding Corp.                         | (Quincy, Massachusetts, U.S.A.)      | LST                     |       |
| 24 de novembro | USS LST-417          | Estados Unidos | Bethlehem-Fairfield Shipyard Inc.                    | (Baltimore, Maryland, U.S.A.)        | LST                     |       |
| 24 de novembro | USS LST-468          | Estados Unidos | Kaiser Shipbuilding Co.                              | (Vancouver, Washington, U.S.A.)      | LST                     |       |
| 25 de novembro | MV Empire Charmian   | Reino Unido    | Vickers-Armstrongs Ltd                               | Barrow in Furness                    | Heavy lift ship         |       |
| 26 de novembro | HMS Woodcock (U90)   | Reino Unido    |                                                      |                                      | Black Swan (modificado) |       |
| 27 de novembro | USS LST-469          | Estados Unidos | Kaiser Shipbuilding Co.                              | (Vancouver, Washington, U.S.A.)      | LST                     |       |
| 30 de novembro | USS LST-160          | Estados Unidos | Missouri Valley Bridge and Iron Co.                  | (Evansville, Indiana, U.S.A.)        | LST                     |       |
| 30 de novembro | USS LST-416          | Estados Unidos | Bethlehem-Fairfield Shipyard Inc.                    | (Baltimore, Maryland, U.S.A.)        | LST                     |       |
| 30 de novembro | USS LST-418          | Estados Unidos | Bethlehem-Fairfield Shipyard Inc.                    | (Baltimore, Maryland, U.S.A.)        | LST                     |       |
| 30 de novembro | USS LST-419          | Estados Unidos | Bethlehem-Fairfield Shipyard Inc.                    | (Baltimore, Maryland, U.S.A.)        | LST                     |       |
| 30 de novembro | USS LST-470          | Estados Unidos | Kaiser Shipbuilding Co.                              | (Vancouver, Washington, U.S.A.)      | LST                     |       |